# Heinola
Heinola [ˈhɛi̯nɔlɑ] ist eine Stadt im Süden Finnlands. Sie liegt 30 Kilometer nordöstlich von Lahti und ist 138 km von Helsinki entfernt.
Entwicklung der Einwohnerzahl (Stand: jeweils der 31. Dezember):
- 1990 – 22.255
- 1997 – 21.713
- 2000 – 21.178
- 2002 – 20.940
- 2004 – 20.910

Sehr sehenswert ist das Aschan-Haus (Aschanin talo) mit einem kleinen Garten und kostenlosem Strandbad am Ruotsalainen-See. 
Nach Lahti führt auch eine Eisenbahnlinie der finnischen Bahn VR-Yhtymä, die zwar dem Güterverkehr vorbehalten ist, manchmal jedoch von Sonderzügen befahren wird.
Von 1999 bis 2010 fand in Heinola jährlich die Sauna-Weltmeisterschaft statt.

## Wappen
Beschreibung: In Rot ein über einer silbernen Bogenbrücke laufender blaugezungter und blaubewehrter goldener Luchs.

## Partnerstädte
Heinola hat mit folgenden Kommunen eine Partnerschaft geschlossen:
- Piešťany (Slowakei)
- Baranawitschy (Belarus)
- Karlshamn (Schweden)
- Landkreis Peine (Deutschland)

## Söhne und Töchter der Stadt
- Leo Laakso (1918–2002), Skispringer
- Tapio Kantanen (* 1949), Leichtathlet
- Aake Kalliala (* 1950), Schauspieler
- Jukka-Pekka Saraste (* 1956), Dirigent
- Keijo Pehkonen (* 1964), Ringer
- Marko Kantele (* 1968), Dartspieler
- Atte Mustonen (* 1988), Rennfahrer
- Vilma Nissinen (* 1997), Skilangläuferin
- Kasperi Valto (* 2003), Skispringer
- Mitglieder der Band Apulanta